# Manlio Sgalambro

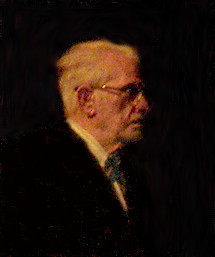
Manlio Sgalambro

Manlio Sgalambro (* 9. Dezember 1924 in Lentini; † 6. März 2014 in Catania) war ein italienischer Philosoph und Schriftsteller.
Sgalambro war ein philosophischer Schriftsteller, der einem breiten Publikum vor allem durch sein Werk La morte del sole (1982, dt. Übersetzung Vom Tod der Sonne, 1988) bekannt wurde.  Er lebte als freier Autor in Catania.
Ab 1994 verfasste Sgalambro außerdem zahlreiche Texte für den Liedermacher Franco Battiato.

## Werke (Auswahl)
- La morte del sole. 2. Auflage. Adelphi, Milano 1996, ISBN 88-459-1203-5.
  - Vom Tod der Sonne. dt. Übers. von Dora Winkler. Edition Akzente, Hanser, München 1988, ISBN 3-446-13955-9.
- Trattato dell'empietà. 2. Auflage. Adelphi, Milano 2005, ISBN 88-459-1977-3.
- Trattato dell'età: una lezione di metafisica. Adelphi, Milano 1999, ISBN 88-459-1490-9.
- Opus postumissimum: frammento di un poema. Giubbe Rosse, Firenze 2002 (Il caffè letterario 9).
- De mundo pessimo. Adelphi, Milano 2004, ISBN 88-459-1880-7.
- La conoscenza del peggio. Adelphi, Milano 2007, ISBN 978-88-459-2148-3.